# معركة الجزيرة الخضراء الثانية
معركة الجزيرة الخضراء الثانية (المعروفة أيضًا باسم معركة معبر جبل طارق) كانت معركة بحرية اندلعت عشية 12 يوليو عام 1801 (23 سبتمبر من عام 1800 و 22 سبتمبر من عام 1801 بحسب السنة العاشرة من التقويم الجمهوري الفرنسي) بين أسطول السفن البحرية الملكية البريطانية الخطية وأسطول عظيم من السفن البحرية الإسبانية والبحرية الفرنسية في معبر جبل طارق.
تبعت المعركة عن كثب معركة الجزيرة الخضراء الأولى في 6 يوليو، حيث تعرض الأسطول الفرنسي المتمركز في ميناء الجزيرة الخضراء الإسباني للهجوم من قبل أسطول بريطاني عظيم مقره في جبل طارق القريب. في اشتباك عنيف بأجواء طقس هادئ في الحدود القريبة لخليج الجزيرة الخضراء، صُدت القوة البريطانية وتكبدت خسائر فادحة وفُقدت السفينة إتش إم إس هانيبال التي استوعبت 74 مدفعًا. تراجع كلا الجانبين للإصلاحات ولطلب التعزيزات، فتلقى الفرنسيون الدعم أولًا، من الأسطول الإسباني المتمركز في قادس، حيث أُرسلت ست سفن خطية (نوع من السفن الحربية التي بنيت في القرن القرن السابع عشر حتى منتصف القرن التاسع عشر وهي مصممة بحيث تأخذ دور قتالي في التكتيك البحري المعروف باسم خط المعركة) لمرافقة الأسطول الفرنسي إلى بر الأمان.
عند الوصول إلى الجزيرة الخضراء في 9 يوليو، كان الأسطول المشترك جاهزًا للإبحار مرة أخرى في 12 يوليو، مغادرًا الجزيرة الخضراء باتجاه الغرب مساءً. بدأ الأسطول البريطاني بقيادة اللواء البحري السير جيمس سوماريز، بعد إجراء إصلاحات سريعة، في السعي وراءه. بعد أن اكتشف سوماريز أن سفنه كانت بعيدة عن الأسطول الفرنسي، أصدر تعليماته إلى قادته بالانفصال ومهاجمة الأسطول المشترك بأقوى ما يمكنهم. كانت أسرع سفينة هي إتش إم إس سوبير بقيادة الكابتن ريتشارد جودوين كيتس، والتي أبحرت عبر الخطوط الخلفية الإسبانية بليلة لا ضوء للقمر فيها. أُطلقت سوبير النار على السفن الأخيرة، ما أدى إلى اشتعال النار في سفينة ريال كارلوس ذات 112 مدفعًا واستولى على سانت أنطوان. مع عدم القدرة على تمييز الصديق من العدو في ظلمة الليل، هاجمت ريال كارلوس عن غير قصد بالسفينة الإسبانية سان هيرمينجيلدو، ما أدى إلى اشتعال النار في السفينة المحالفة. بعد ذلك انفجرت السفينتين ما أدى إلى خسائر فادحة في الأرواح. بعد ذلك تطورت المرحلة الثانية من المعركة، حيث تولت إتش إم إس فينريبل قيادة الخط البريطاني، فهاجمت السفينة الفرنسية الخلفية فورميدابل بقيادة الكابتن أمابل ترود. في اشتباك عنيف وطويل، عانت فينريبل من أضرار جسيمة وسُحبت إلى الشاطئ، ما سمح لبقية القوة الفرنسية بالعودة إلى قادس متجنبة مزيد من القتال.
في أعقاب الهجوم، سُحبت فيرنابل بعيدًا إلى الشاطئ وعادت إلى جبل طارق لإجراء الإصلاحات، في حين أن بقية الأسطول البريطاني حاصر السفن الفرنسية والاسبانية في قادس، ما أعاد الوضع كما كان قبل المعركة. هذا الانتصار البريطاني، الذي جاء بعد وقت قصير من هزيمة سوماريز في ميناء الجزيرة الخضراء، قدم الكثير لاستعادة التكافؤ في المنطقة، وساهمت الخسائر الفادحة التي لحقت بالإسبان في إضعاف التحالف الفرنسي الإسباني الذي كان عاملًا مساهمًا في التوقيع على معاهدة أميان، ما أدى إلى توقف الحرب مؤقتًا في أوائل العام التالي. في فرنسا، على الرغم من الخسائر الإسبانية الفادحة، احتُفل بالمعركة على أنها انتصار، وكُرم تراود لدفاعه عن سفنته.

## الخلفية

### معركة الجزيرة الخضراء الأولى
في أغسطس عام 1798، دُمر الأسطول الفرنسي المتمركز في البحر الأبيض المتوسط من قبل الأسطول البريطاني في معركة أبو قير البحرية (سماها الإنجليز معركة النيل) أثناء الغزو الفرنسي لمصر. مع سيطرة البحرية الملكية في البحر المتوسط وجيشهم المحاصر في مصر، طلب الفرنسيون في عام 1801 زيادة قواتهم المستنزفة في المنطقة عن طريق إرسال تعزيزات من الأسطول الأطلسي وشراء سفن من البحرية الإسبانية المتمركزة في قادس. أبحر أسطول من بريست في المحيط الأطلسي في يناير وقام بثلاث محاولات فاشلة للوصول إلى مصر التي كانت تواجه غزوًا بريطانيًا كبيرًا، قبل أن تتخلى عن هذا الجهد وتعود إلى تولون على ساحل البحر الأبيض المتوسط الفرنسي. فُصلت ثلاث سفن خطية، فورميدابل، وإندونتابل ودوسيه، من الأسطول في مايو ووُضعت لاحقًا تحت قيادة اللواء البحري تشارلز لينوا بموجب أوامر للإبحار إلى قادس. في قادس، وافق الأسطول الإسباني على بيع ست سفن من الخط للبحرية الفرنسية، وفي 13 يونيو، وصلت فرقاطتان فرنسيتان، ليبر وإنديان، إلى الميناء للإشراف على النقل تحت قيادة اللواء البحري دومانوار لو بيلي.
في الطريق إلى قادس، عَلِم لينوا من الطاقم الذي أُسر في سجن سفينة إتش إم إس سبيدي أن أسطول بريطاني عظيم من سبع سفن خطية بقيادة اللواء البحري السير جيمس سوماريز أغلق قادس، وحاصر الميناء. بسبب قلقه من أن يسحق هذا الأسطول أسطوله، لجأ لينوا إلى ميناء الجزيرة الخضراء الصغير ولكن المحمي جيدًا، قبالة خليج الجزيرة الخضراء للقاعدة البحرية البريطانية شديدة التحصين في جبل طارق. أُبلغ سوماريز بوصول لينوا، واستدار شرقًا لمواجهته، واكتشف السفن الفرنسية متمركزة في وضع ممتاز صباح يوم 6 يوليو. هاجم سوماريز على الفور، لكنه وجد أن سفنه عُرقل تقدمها بسبب قلة الرياح. بعد التعرض لنيران كثيفة، ألحق الأسطول البريطاني أضرارًا جسيمة بالسفن الفرنسية التي انسحبت في المياه الضحلة. ومع ذلك، عندما أمر سوماريز سفنه بالمتابعة، جنحت سفينة إتش إم إس هانيبال، وحُصرت على الشاطئ. مع عدم وجود رياح للمناورة وقوارب الأسطول كلها إما غارقة أو تشارك في سحب إتش إم إس بومباي المحطمة للعودة إلى القاعدة في جبل طارق، ألغى سوماريز الهجوم في الساعة 13:35. عاد الأسطول البريطاني الذي تعرض للهجوم إلى جبل طارق، باستثناء هانيبال، التي حُوصرت وضُربت وأُجبرت بسرعة على الاستسلام، بعد أن فقدت صاريتين وأكثر من 140 رجلًا. 